# Staatsfetisch
Als Staatsfetisch (auch Staatsfetischismus) bezeichnen (neo)marxistische Autoren, im Anschluss an Karl Marx’ Kritik des Warenfetischismus in seinem Hauptwerk Das Kapital (1867), die Verselbständigung der sozialen Formen Recht, Politik und Staat.
Mit dem Begriff Fetisch bezeichnet man die Zuschreibung von Eigenschaften oder Kräften zu Sachen, die diese von Natur aus nicht besitzen. Zu Marx’ Zeiten wurde der Begriff Fetisch in erster Linie in Zusammenhang mit animistischen Religionen benutzt. Die Konnotation des Begriffs Fetisch mit Sexualität kam erst durch Sigmund Freuds Konzept des sexuellen Fetisches in der Psychoanalyse ab 1890.
Karl Marx und Friedrichs Engels sprachen nur implizit vom Fetischcharakter politischer Formen, etwa von der verhüllenden Wirkung der Rechtsgleichheit gegenüber kapitalistischer Ungleichheit oder politischer Scheinfreiheit, wenn formale Stimmengleichheit reale Ungleichheit verschleiert. Die Anwendung der Form- und Fetischkritik auf den Staat ist ein Theorem des 20. Jahrhunderts.
So wie Marx den Geldfetisch (auch Geldfetischismus) und Kapitalfetisch (auch Kapitalfetischismus) aus dem Warenfetischismus entwickelt hat, ergänzen im 20. Jahrhundert Autoren wie Jewgeni Bronislawowitsch Paschukanis und Georg Lukács den Rechtsfetischismus als Fetischcharakter der Rechtsform. Später geht es bei Johannes Agnoli und der bundesdeutschen Staatsableitungsdebatte um die Form Staat, die Sozialstaatsillusion und den Politikfetischismus.
Die Begriffsbildung zum Staatsfetischismus gipfelt schließlich zum Ende des 20. und Beginn des 21. Jahrhunderts in verschiedenen Ansätzen. Die im deutschsprachigen Raum am stärksten rezipierten Staatsfetischtheorien stammen von dem Wertkritiker Robert Kurz (2000), dem Postoperaisten John Holloway (2002, 2010), dem Ideologiekritiker Stephan Grigat (2007) und dem Staatstheoretiker Joachim Hirsch (2005).

## Rechtsfetisch
In vorkapitalistischen europäischen Gesellschaften gab es eine Vielzahl von Privilegien, Rechten und Freiheiten. Erst mit dem Aufkommen der kapitalistischen Marktgesellschaft einerseits und dem zentralistischen Staatsapparat andererseits, wurde die Vielfalt der ständischen Rechte vereinheitlicht zu einem allgemeinen Recht, das durch Gesetze ausgestaltet und vom staatlichen Gewaltmonopol garantiert wird.
Der kapitalistische Warentausch ist dabei für Jewgeni Bronislawowitsch Paschukanis die grundlegende Struktur, die eine Verrechtlichung der menschlichen Beziehungen und die Durchstaatlichung der Gesellschaft bedingt. Angelehnt an das Marxsche Warenhütertheorem wird dabei davon ausgegangen, dass der Tausch von Äquivalenten, z. B. von Arbeitskraft gegen Lohn, die Rechtsgleichheit der beteiligten Vertragspartner voraussetzt. Dem kapitalistischen Staat kommt dabei die Funktion zu, die Rechtsgleichheit aller Staatsbürger, unabhängig von ihrer Klassenzugehörigkeit, durchzusetzen. Während also im feudalen Mittelalter adlige Grundbesitzer und leibeigene Bauern, ebenso wie Stadtbürger und innerhalb der Städte das zünftige Handwerk, aber auch die Kirche, unterschiedliche Rechte beanspruchten, sind im modernen Staat alle Bürger formal gleichberechtigt. Sowohl die Rechtsform als auch der damit verbundene Rechtsfetischismus sind historische Phänomene der kapitalistischen Moderne. Was die bei Marx angelegte Rechts- und Staatstheorie impliziert, wird von Paschukanis ausgeführt, indem er dessen Form- und Fetischkritik auf das Recht überträgt und den Ergänzungszusammenhang von Waren- und Rechtsform betont.
Mit der Fokussierung auf die Zuschreibung von Wert und Recht betont Paschukanis, dass weder Güter von Natur aus Waren sein müssen, noch Menschen von Natur aus Rechtspersonen sind. Wenn Güter als Waren getauscht werden und Menschen in Rechtsverhältnissen zueinander stehen, ist dies eine Folge von gesellschaftlichen Praktiken, die sich zu etablierten sozialen Formen ausgebildet haben. Beim Waren- wie beim Rechtsfetischismus handelt es sich daher nicht um bloße Vorstellungen, sondern um das Resultat von Verhaltensweisen, die in hohem Grad formalisiert sind.
So wie sich die Aneignung von Mehrwert durch Kapitalisten in der Form des Warentausches vollzieht, und dabei die stattfindende Ausbeutung vergessen macht, nimmt die Staatsgewalt im Recht eine Form an, die sowohl ihre Gewalt selbst als auch deren Funktion bei der Aufrechterhaltung kapitalistischer Ausbeutungsverhältnisse verdeckt. Gegenstand der Kritik bei Paschukanis und Lukács ist der liberale Rechtsstaat im Kapitalismus, sie setzen dagegen auf einen sozialistischen Übergangsstaat auf dem Weg zum Kommunismus, in dem Waren- und Rechtsform überwunden wären und die damit verbundenen Fetischismen erlöschen würden.

## Politikfetisch
Die ersten Ansätze einer Theoriebildung zum Staatsfetisch in den 1920er Jahren brachen bald ab. Laut dem Lukács-Spezialisten Rüdiger Dannemann (2018) schrieb dieser nach 1918 „eine politische Philosophie des revolutionären Kairos“, die aus der Situation heraus zu verstehen ist. Der Paschukanis-Spezialist Andreas Harms (2009) kritisiert ebenso die praktischen Konsequenzen: „Abgestorben war unter Stalin zumindest das Recht im Sinne eines humanistischen Rechtsideals.“
Eine zweite Welle der Staatsfetischtheorien beginnt erst in der Zeit nach dem Zweiten Weltkrieg, nämlich im Kontext des globalen Aufbruchs einer Neuen Linken, die sich kritisch gegen den östlichen Staatssozialismus wie auch gegen den westlichen Sozialstaat positioniert. Ein wichtiger Stichwortgeber in diesem Zusammenhang ist Johannes Agnoli, der analog zur Form Ware und zur Form Recht auch von der Form Politik gesprochen hat und implizit deren Fetischismus kritisiert.
Der Fetischismus von Rechtsstaat und Rechtsform, der reale Ungleichheiten formal verhüllt, wird hier ergänzt durch den Fetischismus von Sozialstaat und Politikform, der Antagonismen verdeckt. In ähnlicher Weise wurden in der bundesdeutschen Debatte um die sogenannte Staatsableitung in den 1970ern die Funktionen untersucht, die der Staat für die Aufrechterhaltung des Kapitals erfüllt.
Ein Aufsatz von Wolfgang Müller und Christel Neusüß eröffnete 1970 die Debatte.
Zwar sei der Staat gegenüber der Wirtschaft nicht autonom, aber es erscheine „der Staat als gewährendes Subjekt,“ weil er tatsächlich umverteilen, Wohlfahrts- und Sozialpolitik treiben könne. Auch Bernhard Blanke, Ulrich Jürgens und Hans Kastendiek begreifen 1974 die „Trennung von 'Politik' und 'Ökonomie' einerseits als Mystifikation […] andererseits als Realität.“ Realität ist die Begrenzung von Politik im Kapitalismus auf „die Grundform von Politik, nämlich die Auseinandersetzung um und die Festlegung von Rechtsbeziehungen.“ Verbunden mit der Form Politik ist hier ihre Mystifikation. Blanke pointiert dies 1976: „Entsprechend dem Geldfetisch könnte man von einem Staatsfetisch sprechen.“ Über den Inhalt von Gesetzen, die im Staat durchgesetzt werden, kann die Staatsableitungsdebatte hingegen wenig sagen. Ihr Impuls ist, wie rückblickend Ingo Elbe zeigt, eine außerparlamentarische Opposition zur Form Politik.

## Staatsfetisch
Kam es in den 1920er Jahren und den folgenden Jahrzehnten zur Debatte um den Rechtsfetischismus angesichts revolutionärer Versuche, die in den östlichen Staatssozialismus führten, so vollzog sich die Debatte um den Politikfetischismus nach den 1960er Jahren vor dem Hintergrund des westlichen Sozialstaates und dem Aufkommen außerparlamentarischer Opposition. Eine dritte Welle von Ansätzen zum Staatsfetischismus setzt in den 1990er Jahren ein, nachdem der Staatssozialismus der Sowjetunion zusammengebrochen ist und neoliberaler Sozialstaatsabbau einsetzt.
Anders als in den ersten beiden Wellen lassen sich hier verschiedene Theorieschulen ausmachen, welche das Staatsfetischtheorem unterschiedlich in ihre jeweiligen Theoriegebäude integrieren.

### Wertkritik
Innerhalb der Wertkritik wird die Staatsfetischkritik vor allem von Robert Kurz vertreten. Kurz verbindet die Staatsfetischtheorie mit seiner Krisentheorie, die auf eine Endkrise des Kapitals zielt.
Während das Weltkapital selbst an seine Verwertungsgrenze stoße, würden auch die Staaten ihre regulierende Funktion zunehmend verlieren. Failed states, in denen nicht nur Politikform und Rechtsform zerbrechen, sondern auch das Gewaltmonopol erlischt, würden aus der Staatsform herausfallen und ihren Fetischcharakter verlieren, da sie regulierende Funktionen nicht mehr erfüllen. Die Alternative sei nur noch eine noch fehlende emanzipatorische Abschaffungsbewegung.

### Ideologiekritik
Der Ideologiekritiker Stephan Grigat betont, unter Rückgriff auf Lukács, Paschukanis, Agnoli und die Staatsableitung primär den verhüllenden Effekt des Staatsfetischismus und ideologische Folgen.
Ist es im Warenfetischismus die Ausbeutung der Arbeiter, die im Äquivalententausch verhüllt ist, so im Staatsfetischismus die Gewalt des Staatsapparats, die im Rechtsverkehr verdeckt ist. Als politische Form des Kapitals wird der Staat zur Ordnungsinstanz fetischisiert und dabei sowohl naturalisiert als auch enthistorisiert. Folgen sind laut Grigat sowohl nationalistische Ideologien der Gemeinschaft im Staat als auch islamistische Ideologien gegen die Abstraktheit des Rechtsstaats.

### (Post)-Operaismus
Innerhalb der (post-)operaistischen Schule des Autonomen Marxismus sind es die Bücher von John Holloway, die inspiriert von der Revolte der indigenen Ejército Zapatista de Liberación Nacional (EZLN) im mexikanischen Chiapas weltweite Debatten ausgelöst haben.
Auch Holloway beruft sich für seine Staatsfetischkritik auf Marx, Lukács, Paschukanis und die Staatsableitungsdebatte, betont aber wesentlich stärker die praktischen Alternativen, als dies bei Kurz oder Grigat der Fall ist. Für ihn gibt es jederzeit Handlungsalternativen jenseits des Staates.

### Materialistische Staatstheorie
Die Materialistische Staatstheorie, wie sie in Deutschland prominent Joachim Hirsch vertritt, ist ein unmittelbares Resultat der Staatsableitungdebatte, nimmt aber zudem andere Impulse aus dem Westlichen Marxismus, vor allem von Antonio Gramsci und Nicos Poulantzas, mit auf. 
Mehr als in Wertkritik, Ideologiekritik und (Post-)Operaismus wird in der Materialistischen Staatstheorie auch der begrenzte Erklärungswert der Staatsfetischkritik angesprochen. Joachim Hirsch und John Kannankulam konzeptionalisieren die Kritik an der Form Staat als eine Grundlage.
Paschukanis Rechtsformanalyse und Rechtsfetischkritik kann erklären, wieso der Rechtsstaat in kapitalistischen Gesellschaften die Form einer besonderen, rechtsetzenden Instanz annehmen kann. Mit ihr kann aber nicht im Einzelnen erklärt werden, welchen Inhalt erlassene Gesetze haben. Agnolis Politikformanalyse und Politikfetischkritik kann erklären, wieso der Sozialstaat in einer kapitalistischen Gesellschaft mit dem Parlament ein Forum schafft, um Regulationen auszuhandeln. Mit ihr kann aber nicht im Einzelnen erklärt werden, wie sich politische Kräfteverhältnisse ausgestalten.

## Debatte um praktischen Konsequenzen des Staatsfetischs
In allen drei Wellen der Staatsfetischdebatte, ab den 1920ern zum Rechtsfetisch, ab den 1960ern zum Politikfetisch und ab den 1980ern zum Staatsfetisch spielt Praxis als Fluchtpunkt eine Rolle. Durchgehend relevant ist die Einsicht in den Ergänzungscharakter der ökonomischen und politischen Fetischformen. Für Paschukanis ist es unter kapitalistischen Bedingungen daher unmöglich auf die Form Recht und den damit unablösbar verbundenen Rechtsfetisch zu verzichten.
Gemünzt war dies auf die Situation der entstehenden Sowjetunion, der Paschukanis attestierte, dass sie sich erst im Übergang zum Sozialismus befinde und vorerst an der Warenproduktion festhalte. 1929, im Vorwort zur deutschen Ausgabe seines Hauptwerkes, hebt er allerdings auch hervor, dass der sogenannte Übergangsstaat ausdrücklich berechtigt sei, Rechtsgarantien auch auszusetzen: „Der Sowjetstaat lässt keine absoluten und unantastbaren Privatrechte gelten.“ Die Kritik des Rechts schlägt hier um in eine Legitimierung des Unrechtsstaates.
Ähnliches finden wir bei Georg Lukács, der die Verhüllung der Herrschaft im Rechtsstaat kritisiert, dem aber die enthüllte Herrschaft des Proletariats bzw. einer Partei in der Sowjetunion dafür lobt, dass sie sich „ganz offen und ungeheuchelt als Klassenstaat […] bekennt.“
Einen Bruch mit der Affirmation der enthüllten Gewalt vollzieht die ältere Kritische Theorie. Franz Neumann, zeitweilig Mitarbeiter des Instituts für Sozialforschung, lobte zwar Paschukanis' Beitrag zur materialistischen Kritik der Rechtsform, betont aber angesichts des Nationalsozialismus die Ambivalenz der Rechtsform.
Kapitalismus sei ohne Gewalt nicht denkbar, im Zweifelsfall wäre aber die rechtlich formalisierte Gewalt, als Minimum der Freiheit, der offenen Diktatur vorzuziehen. Ein Maximum von Freiheit kennt auch die Kritische Theorie als implizite Utopie nur jenseits von Ware, Recht und Staatsform.
Theodor W. Adorno hat diese Ambivalenz in seinem Spätwerk 1966 besonders pointiert gefasst.
Anders als für Lukács und Paschukanis in den 1920ern steht für Neumann in den 1930ern und für Adorno in den 1960ern keine Revolution auf der Tagesordnung, die den Rechts-, Politik- und Staatsfetisch zugunsten einer besseren und freieren sozialen Ordnung auflösen könnte. Sie halten vielmehr die Erfahrung fest, dass historisch nicht die Auflösung der kapitalistischen Staaten eintrat, sondern im Faschismus, Stalinismus und Nationalsozialismus autoritärere Ordnungen entstanden. Die späteren Debatten um den Staatsfetischismus, in den 1960er bis 1980er Jahren, stehen hingegen in keinem unmittelbaren Verhältnis zu revolutionären oder konterrevolutionären Umwälzungen, wie es bei Paschukanis, Lukács, Neumann und Adorno der Fall war. Hier erfolgt die Rezeption der Staatsfetischtheorie viel eher als Aufarbeitung theoretischer Traditionen, die angesichts der Entstehung außerparlamentarischer Bewegungen geboten erschienen.
In Ansätzen der letzten drei Jahrzehnte, zwischen 1990 und 2020, erfolgt die Fortführung der Staatsfetischtheorie wiederum unter vollkommen anderen gesellschaftlichen Bedingungen. Der Abbau des Sozialstaates im Westen, der Zusammenbruch des Staatssozialismus im Osten und die anhaltend elende postkoloniale Situation in einem globalisierten Kapitalismus, führen zu sehr unterschiedlichen Antworten hinsichtlich der heutigen Relevanz der Staatsfetischkritik. Hinsichtlich praktischer Konsequenzen lassen sich zwei Linien ausmachen, eine die von Agnoli zu Kurz, Grigat und Holloway führt und eine von der Staatsableitung zur Materialistischen Staatstheorie. Kurz verbindet seine Kritik des Kapital- und Staatsfetisch mit einer Räte-Utopie.
Hirsch hingegen vertritt eine andere Strategie, die Grigat als Gegensatz zur Agnoli-Linie sieht.
Abgesehen von der fundamentalen Wert- bzw. Ideologiekritik sind es vor allem Holloway und Hirsch, die sich unmittelbar aufeinander beziehen. In einer Rezension zu Holloways Buch von 2002 schreibt Hirsch: „Der Staat ist nicht nur ein abstrakter Fetisch, sondern ein gesellschaftliches Kampffeld.“ Radikale Kritik am Staat als Orientierung und praktische Politik im Staat würden sich nicht ausschließen. Dagegen formuliert Holloway in seinem Buch von 2010 eine Absage an jeglichen Bezug auf Staat. „Der Staat ist eine Art und Weise Dinge zu tun: die falsche Art und Weise, Dinge zu tun.“ Auch für ihn gibt es nun zwei Linien: einerseits Gramsci, Michel Foucault und insbesondere Poulantzas, andererseits Autoren, die die engen Grenzen der Institutionalität durchbrechen, wie Ernst Bloch, Adorno, Herbert Marcuse, Agnoli oder Raoul Vaneigem.
Ob es eine Vermittlung beider Linien geben kann, ist in der Politischen Theorie eine offene Frage.
Einigkeit scheint hingegen darin zu bestehen, dass soziale Formen und ihr Fetischcharakter nicht voneinander zu lösen sind. Hierzu bemerkte der Marx-Forscher Ulrich Erckenbrecht: „Der Fetischismus ist theoretisch durchschaubar, aber nur praktisch zerstörbar.“ Ähnlich lesen sich die Überlegungen von Marx selbst im Fetisch-Kapitel: „Aller Mystizismus der Warenwelt […] verschwindet daher sofort, sobald wir zu anderen Produktionsformen flüchten.“ Die Kernfrage der Staatsfetischtheorie, die theorieimmanent nicht zu lösen ist, bleibt, ob dies auch gilt, wenn wir zu anderen Entscheidungsformen, jenseits des Staates flüchten, wie es Marx 1871 angesichts der Pariser Commune angedeutet hat: „Die Kommunalverfassung würde […] dem gesellschaftlichen Körper alle die Kräfte zurückgegeben haben, die bisher der Schmarotzerauswuchs 'Staat', der von der Gesellschaft sich nährt und ihre freie Bewegung hemmt, aufgezehrt hat.“ Marx spekuliert hier über eine (ausgeweitete) Form von Basis- oder Rätedemokratie, welche die Trennung zwischen Staat/Politik und Gesellschaft/Wirtschaft aufheben solle. Waren-, Rechts- und Staatsform wären dann beseitigt, Waren-, Rechts- und Staatsfetischismus würden, so die Utopie, erlöschen.